# Hendersonville, Carolina de Nord
Hendersonville este un oraș și sediul comitatului Henderson, statul  Carolina de Nord,  Statele Unite ale Americii.

## Geografie
Orașul este localizat în partea vesticǎ a statului Carolina de Nord, are o suprafațǎ egalǎ cu 15,5 kmp, din care 0,03 kmp (0,17%) ocupǎ teritoriile acvatice.

## Demografie
Conform recensǎmântului din 2010, structura subrasialǎ este urmǎtoarea:
- Albi (79,7%);
- Negri (9,2%);
- Americani nativi (0,4%);
- Asiatici (1,2%);
- Hawaieni nativi sau locuitori ai Insulelor Pacificului (0,3%);
- Două sau mai multe subrase (2,2%);
- Altă subrasă (7,0%).

## Orașe înfrățite
- Almuñécar, Spania